# Mini Minette Maya Moe
Mini Minette Maya Moe (France) ou Maya la belle (Québec) (Eeny Teeny Maya, Moe) est le 16e épisode de la saison 20 de la série télévisée Les Simpson.

## Synopsis
Marge force Homer à s'occuper de Maggie car le chien s'occupe mieux d'elle que lui. Homer l'emmène dans un jardin d'enfants situé à côté de chez Moe.
Ce dernier lui apprend qu'il a fait une rencontre sur Internet. Une femme, qui malgré avoir vu sa photo n'a pas été horrifiée, a accepté de le rencontrer. Lorsqu'il découvre que celle-ci est atteinte de nanisme et les "nains" étant le jouet préféré de ses clients, il cherche à les éviter. Cependant, Moe ne pouvant s'empêcher de faire allusion à sa petite taille, Maya finit par se fâcher...